# Tuhrina
Tuhrina (in ungherese Turina) è un comune della Slovacchia facente parte del distretto di Prešov, nella regione omonima.